# スピリット・オブ・サッチモ
『スピリット・オブ・サッチモ』（原題：Ske-Dat-De-Dat: The Spirit of Satch）は、アメリカ合衆国のミュージシャン、ドクター・ジョンが2014年に発表したアルバム。 コンコード・レコード移籍第1弾アルバムで、ルイ・アームストロングのレパートリーを取り上げたトリビュート・アルバムとして制作された。

## 背景
ドクター・ジョンは長年アームストロングの音楽を愛しており、生前のアームストロングと会ったこともあるが、本作を制作したきっかけは、夢の中にアームストロングが出て来て「俺の音楽をお前のやり方でやってみろ」と言ったことだという。2012年よりドクター・ジョンのバンドの音楽監督を務めてきたトロンボーン奏者サラ・モロウが、プロデュース及びアレンジの面でも貢献した。アルバム・タイトルは「ディッパーマウス・ブルース」の歌詞を元にして付けられた。
レコーディングは主にルイジアナ州ニューオーリンズで行われたが、ブラインド・ボーイズ・オブ・アラバマのパートはニューヨーク、アンソニー・ハミルトンのパートはカリフォルニア州ロサンゼルス、ポンチョ・サンチェスのパートはカリフォルニア州サウンド・シティ、レデシーのパートはテキサス州ヒューストンで別録りされた。

## 反響・評価
アメリカでは総合アルバム・チャートのBillboard 200で84位に達し、『ビルボード』のジャズ・アルバム・チャートでは『ゴーイン・バック・トゥ・ニューオーリンズ』（1992年）以来の1位獲得を果たした。また、前作『ロックト・ダウン』（2012年）に引き続いてオランダ語圏でもアルバム・チャート入りを果たし、ベルギーのフランデレン地域では5週トップ200入りして最高50位を記録、オランダでは2014年9月6日付のアルバム・チャートで73位となった。
Thom Jurekはオールミュージックにおいて5点満点中3.5点を付け「水準に達していない曲も数曲あり、ゲストがいささか多すぎるかもしれないが、アームストロングへの手堅いトリビュートとなっている」と評している。また、ジョージ・デ・ステファーノはポップマターズにおいて10点満点中7点を付け「ゲスト・アーティスト全員が適任というわけではなく、それどころか、サッチモとの繋がりが希薄に感じられる時もある。しかし、大体においてはうまく機能し、このアルバムは相当な幸福感と嬉しい驚きをもたらしてくれる。今一つの曲にさえ、鮮烈なトランペット・ソロ、ソウルフルなボーカルといった聴き所がある」と評している。

## 収録曲
1. この素晴らしき世界 - "What a Wonderful World" (George Douglas, George David Weiss) - 4:10
  - フィーチャリング：ニコラス・ペイトン（英語版）（トランペット）、ブラインド・ボーイズ・オブ・アラバマ（ボーカル）
2. マック・ザ・ナイフ - "Mack the Knife" (Kurt Weill, Bertolt Brecht, Marc Blitzstein) - 6:13
  - フィーチャリング：テレンス・ブランチャード（トランペット）、マイク・ラッド（英語版）（ボーカル）
3. タイト・ライク・ディス - "Tight Like This" (Langston Curl) - 4:51
  - フィーチャリング：アルトゥーロ・サンドヴァル（トランペット）、テルマリー・ディアス（英語版）（ボーカル）
4. アイヴ・ガット・ザ・ワールド・オン・ア・ストリング - "I've Got the World on a String" (Ted Koehler, Harold Arlen) - 4:04
  - フィーチャリング：ボニー・レイット（ボーカル）
5. ガット・バケット・ブルース - "Gut Bucket Blues" (Louis Armstrong) - 2:47
  - フィーチャリング：ニコラス・ペイトン（トランペット）
6. 時には母のない子のように - "Sometimes I Feel Like a Motherless Child" (Traditional) - 4:45
  - フィーチャリング：アンソニー・ハミルトン（ボーカル）
7. ザッツ・マイ・ホーム - "That's My Home" (Ben Ellison, Leon René, Otis René) - 3:55
  - フィーチャリング：ウェンデル・ブルニアス（英語版）（フリューゲルホルン）、マクラリー・シスターズ（ボーカル）
8. 誰も知らない私の悩み - "Nobody Knows the Trouble I've Seen" (Traditional) - 4:36
  - フィーチャリング：レデシー（英語版）（ボーカル）、マクラリー・シスターズ（ボーカル）
9. 苦しみを夢に隠して - "Wrap Your Troubles in Dreams" (Harry Barris, T. Koehler, Billy Moll) - 6:36
  - フィーチャリング：テレンス・ブランチャード（トランペット）、ブラインド・ボーイズ・オブ・アラバマ（ボーカル）
10. ディッパーマウス・ブルース - "Dippermouth Blues" (Joseph Oliver) - 4:27
  - フィーチャリング：ジェームス・アンドリュース（トランペット）
11. スウィート・ハンク・オブ・トラッシュ - "Sweet Hunk O'Trash" (Flournoy E. Miller, James P. Johnson) - 4:18
  - フィーチャリング：シェメキア・コープランド（英語版）（ボーカル）
12. メモリーズ・オブ・ユー - "Memories of You" (Andy Razaf, Eubie Blake) - 5:02
  - フィーチャリング：アルトゥーロ・サンドヴァル（トランペット）
13. ホエン・ユーアー・スマイリング - "When You're Smiling (The Whole World Smiles with You)" (Joe Goodwin, Larry Shay, Mark Fisher) - 2:41
  - フィーチャリング：ダーティー・ダズン・ブラス・バンド

## 参加ミュージシャン
フィーチャリング・ゲストに関しては上記「収録曲」参照。
- ドクター・ジョン - ボーカル、ピアノ、キーボード、ギター
- ボビー・フロイド - ハモンドオルガン(on #1, #2, #4, #7, #8, #9, #11)
- アイヴァン・ネヴィル - ハモンドオルガン(on #4, #5, #10)
- ケンドリック・マーシャル - キーボード(on #2, #3, #6)
- ダーウィン・パーキンス - ギター(all songs)
- レジナルド・ヴィール（ドイツ語版） - ウッド・ベース(on #1, #3, #6, #9)、エレクトリックベース(on #8, #11)
- ジェイソン・ウィーヴァー - ウッド・ベース(on #5, #7)
- トニー・ガラッジ - エレクトリックベース(on #2, #3, #6)
- ドナルド・ラムゼイ - エレクトリックベース(on #4, #10, #12, #13)
- ハーリン・ライリー - ドラムス(on #1, #4, #5, #7, #8, #9, #10, #11, #12, #13)、タンブリン(on #5, #9, #10, #12)
- ジェイミソン・ロス - ドラムス(on #2, #3, #6)
- ポンチョ・サンチェス（英語版） - パーカッション(on #3, #4, #11, #13)
- サラ・モロウ - トロンボーン(#8を除く全曲)
- バーニー・フロイド - トランペット(on #1, #2, #3, #4, #5, #6, #7, #9, #10, #11)
- エリック・ルセロ - トランペット(on #1, #2, #3, #9, #10, #12)
- ニック・ヴォルツ - トランペット(on #12)
- カーリ・アレン・リー - アルト・サクソフォーン(on #1, #2, #3, #9, #12)、フルート(on #4)
- ロデリック・ポーリン - アルト・サクソフォーン(on #13)
- エド・ピーターセン - テナー・サクソフォーン(on #1, #5, #6, #7, #9, #10, #11, #12)
- トニー・ダグラディ（ドイツ語版） - テナー・サクソフォーン(on #2, #3)
- カール・ブロウイン - バリトン・サクソフォーン(on #1, #2, #3, #5, #7, #9, #10, #11, #12)
- オリヴァー・ボニー - バリトン・サクソフォーン(on #4)
- トム・フィッシャー - クラリネット(on #4)
- レックス・グレゴリー - バスクラリネット(on #4)